# László Csongrádi
László Csongrádi (ur. 5 lipca 1959 w Budapeszcie) – węgierski szermierz, szablista, złoty medalista olimpijski i srebrny medalista mistrzostw świata.
Na igrzyskach olimpijskich w Seulu w 1988 roku reprezentacja Węgier w składzie: György Nébald, Bence Szabó, Imre Bujdosó, Imre Gedővári i László Csongrádi zdobyli drużynowo złoty medal. W rywalizacji indywidualnej nie brał udziału. Był to jego jedyny start olimpijski.
Podczas mistrzostw świata w Lyonie w 1990 roku wspólnie z Györgym Nébaldem, Bence Szabó, Imre Bujdosó i Csabą Kövesem zdobył srebrny medal w zawodach drużynowych.
Wielokrotnie stawał na podium mistrzostw Węgier.